# 里見勝蔵
里見 勝蔵（さとみ かつぞう、1895年（明治28年）6月9日 - 1981年（昭和56年）5月13日）は、日本の洋画家。 国画会会員。洋画家の山内滋夫は孫にあたる。

## 人物
京都市四条生まれ。東京美術学校卒業後にフランスに留学。二科展に入会し活躍。1926年には前田寛治・佐伯祐三らと1930年協会を設立したほか、児島善三郎らと独立美術協会を創立し、フォーブ運動を展開した。終戦後に国画会に入会。著書に「ブラマンク」など。

## コレクション
- 東京国立近代美術館[4]
- 京都国立近代美術館
- 茨城県近代美術館
- 宇都宮美術館
- 目黒区美術館
- 神奈川県立近代美術館
- 山梨県立美術館
- 愛知県美術館
- 三重県立美術館
- 山口県立美術館
- 静岡県立美術館
- 京都市美術館
- ふくやま美術館
- 山梨県立美術館
- 愛媛県立美術館
- 北九州市立美術館
- 大分市美術館